# Can You Feel the Love Tonight
L'amour brille sous les étoiles
Pistes de The Lion King
Hakuna matata
(4) This Land
(6)
Can You Feel the Love Tonight (L'amour brille sous les étoiles en version française) est une chanson composée par Elton John sur des paroles de Tim Rice pour le long métrage d'animation Le Roi lion (1994).
En 1995, elle a reçu l'Oscar de la meilleure chanson originale ainsi que le Golden Globe de la meilleure chanson originale.
Elle est décrite par Don Hahn (le producteur du film) comme ayant « the most diverse history » dans le film[réf. nécessaire][pas clair].
Dans le film, la chanson est interprétée par Kristle Edwards, Joseph Williams, Sally Dworsky (en), Nathan Lane et Ernie Sabella, et la version du générique de fin est interprétée par Elton John.
Elle a également permis à Elton John de remporter le Grammy Award pour la meilleure performance vocale masculine.

## Reprises
- En 2003, une version remixée de la chanson a été incluse dans l'édition spéciale du Roi Lion chantée cette fois encore par Elton John.
- En 2008, la chanson apparaît sur la compilation de John Barrowman.
- En 2015, la version originale est réinterprétée par Jason Derulo dans l'édition américaine de l'album We Love Disney.